# Силач (судно)
«Сила́ч» — буксирное спасательное судно ледокольного типа в Русском императорском флоте. В некоторых источниках классифицировалось как портовое судно или портовый буксир.

## Конструкция
Стальной корпус, разделённый на 19 отсеков. Двойное дно. Две мачты.

## Строительство и переход
- 1890 — спущен на воду в Мутале, Швеция.
- Февраль 1891 — ледокольные испытания в Ревеле.
- 22 августа 1891 — вышел из Кронштадта во Владивосток, поочерёдно ведя на буксире и снабжая углём миноносцы «Нарген» и «Гогланд».
- 23 июня 1893 — прибыл во Владивосток.

## Служба
- 1893—1904 — базировался во Владивостоке, использовался для гидрографических работ в заливе Петра Великого и для ледокольных работ в проливе Босфор Восточный и бухте Золотой Рог.
- 1904 — переведён в Порт-Артур, с началом войны вооружён двумя 37-мм орудиями и использовался в качестве посыльного судна.
- Январь 1904 — находился в базе Торнтон (о-ва Элиот) для обустройства пристани и угольных складов для миноносцев.
- 27 января 1904 — в сопровождении минного крейсера «Всадник» вернулся в Порт-Артур.
- 1 января 1905 — взорван командой накануне сдачи крепости.
- Поднят японцами, отремонтирован и под именем «Иодохаши-мару» включён в состав японского флота.
- Во время Первой мировой войны участвовал в действиях против Циндао.
- 1939 — прошёл капитальное переоборудование.
- 1945 — продан гражданской спасательной компании.

## Командиры
- капитан 2-го ранга Баранов
- лейтенант (затем капитан-лейтенант) С. З. Балк 2-й
- 1890—1891 капитан 2-го ранга Н. А. Беклемишев
- 1891—1894 капитан 2-го ранга П. С. Павловский

### Другие должности
- ??.??.1893—??.??.1894 лейтенант А. А. Горшков[1]

## Память
- Именем судна названа гавань в бухте Троицы между северо-восточной оконечностью полуострова Зарубина и мысом Шульца.